# Oleksandr Volkov (calciatore 1989)
Oleksandr Mykolajovyč Volkov (in ucraino Олександр Миколайович Волков?; Kiev, 7 febbraio 1989) è un calciatore ucraino, centrocampista dello Kolos Kovalivka-2.

## Carriera
Ha giocato nella massima serie dei campionati ucraino e bielorusso.

## Statistiche

### Presenze e reti nei club
| Stagione        | Squadra         | Campionato      | Campionato | Campionato | Coppe nazionali | Coppe nazionali | Coppe nazionali | Coppe continentali | Coppe continentali | Coppe continentali | Altre coppe | Altre coppe | Altre coppe | Totale | Totale | Totale |
| Stagione        | Squadra         | Comp            | Pres       | Reti       | Comp            | Pres            | Reti            | Comp               | Pres               | Reti               | Comp        | Pres        | Reti        | Pres   | Reti   |        |
| --------------- | --------------- | --------------- | ---------- | ---------- | --------------- | --------------- | --------------- | ------------------ | ------------------ | ------------------ | ----------- | ----------- | ----------- | ------ | ------ | ------ |
| 2016-2017       | Desna Černihiv  | PL              | 28         | 4          | CU              | 3               | 0               |                    | -                  | -                  |             | -           | -           | 31     | 4      |        |
| 2017-2018       | Desna Černihiv  | PL              | 29         | 8          | CU              | 3               | 1               |                    | -                  | -                  |             | 2           | 2           | 33     | 11     |        |
| 2018-2019       | Desna Černihiv  | PL              | 19         | 0          | CU              | 2               | 1               |                    | -                  | -                  |             | 0           | 0           | 21     | 1      |        |
| 2019-2020       | Desna Černihiv  | PL              | 0          | 0          | CU              | 0               | 0               |                    | -                  | -                  |             | -           | -           | 0      | 0      |        |
| 2019-2020       | Kolos Kovalivka | PL              | 10         | 1          | CU              | 1               | 0               |                    | -                  | -                  |             | -           | -           | 11     | 1      |        |
| 2020-2021       | Desna Černihiv  | PL              | 2          | 0          | CU              | 0               | 0               | UEL                | 0                  | 0                  |             | -           | -           | 2      | 0      |        |
| 2021-2022       | LNZ Čerkasy     | DL              | 7          | 0          | CU              | 3               | 0               |                    | -                  | -                  |             | -           | -           | 10     | 4      |        |
| Totale carriera | Totale carriera | Totale carriera | 95         | 13         |                 | 12              | 2               |                    | 6                  | 1                  |             | -           | -           | 108    | 17     |        |